# (1280) Baillauda
(1280) Baillauda ist ein Asteroid des Hauptgürtels, der am 18. August 1933 vom belgischen Astronomen Eugène Joseph Delporte in Ukkel entdeckt wurde.
Der Asteroid ist nach dem französischen Astronomen Jules Baillaud, dem Sohn des Astronomen Benjamin Baillaud, benannt.
Dies gilt entgegen der ursprünglichen Absicht des Entdeckers, der wohl den Vater gemeint hatte, aber nach langjähriger Zuschreibung zum Sohn beließ es das Committee on Small Body Nomenclature (CSBN) der Internationalen Astronomischen Union (IAU) dabei und stattdessen wurde der Asteroid (11764) Benbaillaud dem Vater Benjamin Baillaud gewidmet.